# Момичето на Милър
„Момичето на Милър“ (на английски: Miller's Girl) е американски трилър от 2024 г. по сценария и режисурата на Джейд Бартлет. Във филма участват Мартин Фрийман и Джена Ортега в ролите на ученичка и учител, които влизат в сложна връзка заради творческо писане. Световната премиера се състои на 11 януари 2024 г. във филмовия фестивал „Палм Спрингс“ и излиза по кината на 26 януари 2024 г. в Съединените щати от Lionsgate.

## Актьорски състав
- Мартин Фрийман – Джонатан Милър
- Джена Ортега – Кайро Суийт
- Гидеон Олтън – Уини
- Башир Салахуддин – Борис Филмор
- Дагмара Доминчик – Беатрис Харкер
- Кристин Адамс

## В България
В България филмът излиза по кината на 26 януари 2024 г. от „Про Филмс“.